# 480

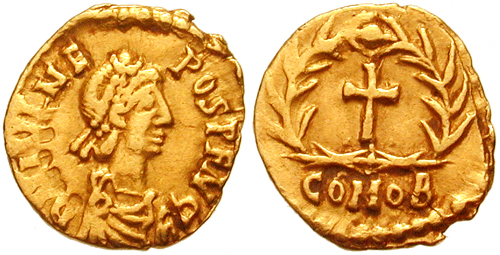
Tremissis van Julius Nepos (r. 474-475)

Het jaar 480 is het 80e jaar in de 5e eeuw volgens de christelijke jaartelling.

## Gebeurtenissen

### Brittannië
- Koning Einion Yrth ap Cunedda regeert over het koninkrijk Gwynedd (huidige Wales). Hij wordt opgevolgd door zijn zoon Cadwallon Lawhir ap Einion.
- Rhyddfedd Frych bestijgt de troon als koning van Powys. Hij is een afstammeling van de legendarische Britse leider Vortigern. (waarschijnlijke datum)
- De Orde van de Heilige Brigitte wordt gesticht in Engeland. (waarschijnlijke datum)

### Europa
- Constantius van Lyon begint met zijn onderzoekingen voor zijn boekwerk "Vita Sancti Germani". Tevens schrijft hij in dit jaar een hagiografie over Germanus van Auxerre.
- Godehoc (r. 480-490) volgt Hildeoc op als koning van de Longobarden. Hij leidt een Longobardische volksverhuizing langs de Elbe en vestigt zich later in Bohemen.
- Ragnachar (r. 480-509) regeert als koning (hertog) over de Salische Franken. Hij heeft zijn residentie in Kamerijk (Noord-Gallië) en is een bloedverwant van Clovis I.
- De Rugiërs komen na de dood van Attila de Hun in opstand. Ze veroveren Vindelicia en een gedeelte van Noricum (huidige Oostenrijk).
- De burgers in Noricum ripens hebben veel te lijden onder het geweld. Severinus tracht met de Rugiërs te onderhandelen en weet daarmee enige verlichting te brengen.[1]

### Balkan
- Julius Nepos, voormalig keizer van het West-Romeinse Rijk, wordt door zijn eigen soldaten vermoord. Hij regeert in de laatste jaren over een klein koninkrijk in Dalmatië.
- Odoaker steekt met een expeditieleger de Adriatische Zee over en bezet Dalmatië. Het gebied wordt ingelijfd en komt onder bestuur van de Goten.

### Japan
- Seinei (r. 480-484) volgt zijn vader Yuryaku op als de 22e keizer van Japan.

### Religie
- Macanisius, Ierse geestelijke, sticht het bisdom Connor (Belfast).
- Quirillus wordt in Maastricht gekozen tot bisschop van Luik.

## Vroegchristelijke bouwkunst
- Vahan Mamikonian, Byzantijns gouverneur, geeft opdracht om in Edzjmiatsin een nieuwe houten kerk te bouwen. Later vormt dit gebouw de kern van de huidige kathedraal.

## Geboren
- Benedictus van Nursia, monnik en heilige (overleden 547)
- Boëthius, Romeins filosoof en schrijver (overleden 525)
- Cloderic, Frankisch koning (waarschijnlijke datum)
- Clothilde, Bourgondisch prinses (waarschijnlijke datum)
- Gelimer, koning van de Vandalen (overleden 553)
- Maelgwn, koning van Gwynedd (waarschijnlijke datum)
- Morwenna, Welsh prinses en heilige
- Scholastica, kluizenares en heilige (overleden 547)
- Valentinianus van Chur, Zwitsers bisschop (overleden 548)
- Wacho, koning van de Longobarden (overleden 539)

## Overleden
- Hildeoc, koning van de Longobarden
- Julius Nepos, keizer van het West-Romeinse Rijk
- Marcianus van Constantinopel, Byzantijns geestelijke
- Sulpitius, bisschop en heilige
- Tydfil, Welsh martelares en heilige